# Воины-2072
«Воины-2072» (итал. I Guerrieri Dell' Anno 2072) — итальянский фильм 1984 года режиссёра Лучо Фульчи по рассказу Элизы Бриганди.

## Сюжет
Действие происходит в 2072 году. Телевизионная компания затевает современные гладиаторские бои…

## Роли исполняли
- Джаред Мартин — Дрейк
- Фред Уильямсон — Абдул
- Говард Росс — Рэйвен
- Элеонора Брильядори — Сара
- Косимо Киньери — Профессор Тоумэн
- Клаудио Кассинелли — Кортер
- Велерия Кавалли — Сьюзан
- Дональд О'Браен — монах
- Пенни Браун — Сибил
- Эл Кливер — Кирк
- Марио Новелли — Танго
- Хэл Яманучи — Акира
- Лучо Фульчи — в титрах не указан